# Mentissa

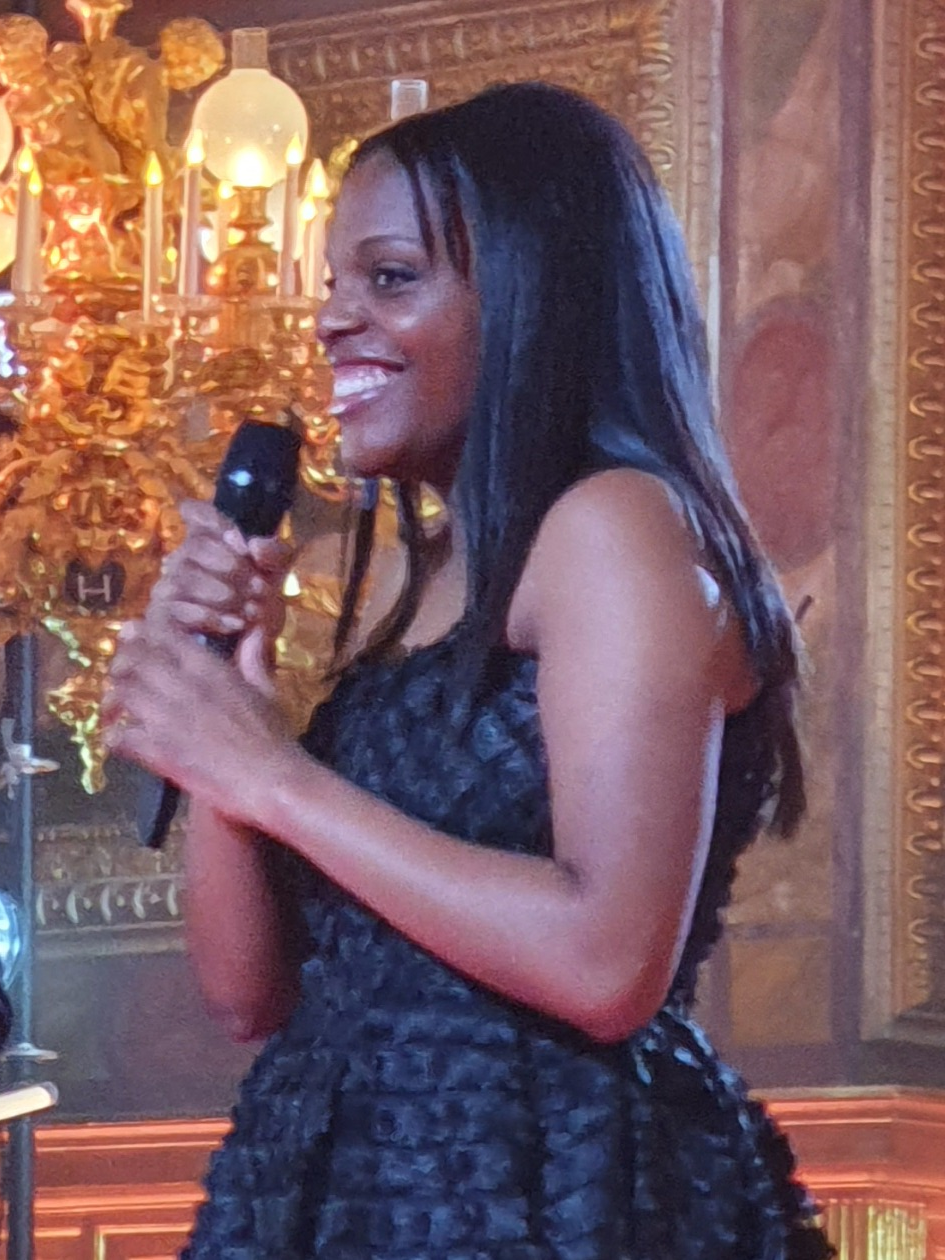
Mentissa, 2022

Mentissa Aziza (* 1999 in Denderleeuw) ist eine belgische Sängerin.

## Leben
Aziza hat kongolesische Vorfahren und verbrachte ihre Kindheit mit ihrer alleinerziehenden Mutter und ihren Geschwistern in der flämischen Gemeinde Denderleeuw. Sie wuchs zweisprachig auf: Während ihre Unterrichtssprache Niederländisch war, sprach sie zu Hause Französisch. Im Jahr 2014 nahm sie an der ersten Staffel der flämischen Version der Castingshow The Voice Kids teil. Im Alter von 15 Jahren konnte sie die Staffel gewinnen. Im Jahr 2018 nahm sie an der neunten Staffel von The Voice of Holland teil.
Im Jahr 2021 erreichte sie in Frankreich als Teil des Teams von Vianney das Finale der zehnten Saison von The Voice. Mit dem von ihm geschriebenen Lied Et bam erzielte sie schließlich ihren ersten größeren Hit. Mit La vingtaine gab sie im November 2022 ihr Debütalbum heraus. Es konnte sich sowohl in den belgischen und französischen Charts platzieren. Beim französischen Musikpreis Victoires de la Musique war sie im Jahr 2023 in der Kategorie für weibliche Newcomer nominiert. Mit Mamma mia hatte sie in Belgien erstmals auch außerhalb des französischsprachigen Teils einen größeren Hit. Das Lied wurde vom VRT-Radiosender Radio2 in der Abstimmung zum Sommerhit des Jahres 2023 nominiert. Für das Musikvideo zum Lied erhielt sie eine Nominierung bei den NRJ Music Awards. Zudem war sie als französischsprachige Künstlerin des Jahres nominiert.
Im Juni 2023 wurde bekannt gegeben, dass sie zukünftig als Coach bei The Voice Belgique mitwirken werde. Beim Eurosong 2025, dem belgischen Vorentscheid für den Eurovision Song Contest, erzielte sie mit ihrem Beitrag Desolée den dritten Platz.

## Auszeichnungen
Victoires de la Musique
- 2023: Nominierung in der Kategorie „Newcomerin des Jahres“[6]

NRJ Music Awards
- 2023: Nominierung in der Kategorie „Französischsprachige Künstlerin des Jahres“
- 2023: Nominierung in der Kategorie „Französischsprachiges Musikvideo des Jahres“ (für Mamma mia)[8]

## Diskografie

### Alben
| Jahr | Titel        | Höchstplatzierung, Gesamtwochen, AuszeichnungChartplatzierungen (Jahr, Titel, Platzierungen, Wochen, Auszeichnungen, Anmerkungen) | Höchstplatzierung, Gesamtwochen, AuszeichnungChartplatzierungen (Jahr, Titel, Platzierungen, Wochen, Auszeichnungen, Anmerkungen) | Höchstplatzierung, Gesamtwochen, AuszeichnungChartplatzierungen (Jahr, Titel, Platzierungen, Wochen, Auszeichnungen, Anmerkungen) | Anmerkungen                             |
| Jahr | Titel        | BEW | BEF | FR | Anmerkungen                             |
| ---- | ------------ | --- | --- | --- | --------------------------------------- |
| 2022 | La vingtaine | BEW33 (107 Wo.)BEW | BEF160 (1 Wo.)BEF | FR46 Gold · (127 Wo.)FR | Erstveröffentlichung: 18. November 2022 |

### Singles
| Jahr | Titel Album                     | Höchstplatzierung, Gesamtwochen, AuszeichnungChartplatzierungen (Jahr, Titel, Album, Platzierungen, Wochen, Auszeichnungen, Anmerkungen) | Höchstplatzierung, Gesamtwochen, AuszeichnungChartplatzierungen (Jahr, Titel, Album, Platzierungen, Wochen, Auszeichnungen, Anmerkungen) | Höchstplatzierung, Gesamtwochen, AuszeichnungChartplatzierungen (Jahr, Titel, Album, Platzierungen, Wochen, Auszeichnungen, Anmerkungen) | Anmerkungen                             |
| Jahr | Titel Album                     | BEW | BEF | FR | Anmerkungen                             |
| --- | ------------------------------- | --- | --- | --- | --------------------------------------- |
| 2022 | Et bam La vingtaine             | BEW43 (3 Wo.)BEW | — | FR49 Diamant · (63 Wo.)FR | Erstveröffentlichung: 11. November 2021 |
| Folgende Lieder erschienen nicht als Single, wurden aber durch das Album zum Download und Streaming bereitgestellt und konnten somit eine Platzierung erlangen: |                                 | | | |                                         |
| |                                 | | | |                                         |
| 2023 | Mamma mia La vingtaine          | BEW6 (37 Wo.)BEW | BEF40 (10 Wo.)BEF | FR40 Platin · (28 Wo.)FR |                                         |
| 2024 | Prends-moi la tête La vingtaine | BEW25 (14 Wo.)BEW | — | — |                                         |

Weitere Singles
- 2021: Parce que c’est toi (Vianney feat. , FR: Gold)
- 2022: Balance (FR: Gold)